# Нгарбухинская резня
Нгарбухинская резня — инцидент, часть Англоязычного кризиса, произошедший на территории северо-западной части Камеруна, либо же непризнанной Федеративной Республики Амбазония, приведший к гибели как минимум, по самым скромным оценкам, 22 мирных жителей Нгарбухи, в том числе 13 детей. Акция, исполненная военнослужащими Камеруна и боевиками Водабе (Мбороро), вызвала широкий международный общественный резонанс.

## Ход событий
14 февраля 2020 года шесть камерунских солдат в сопровождении вооружённых Мбороро и перевербованных солдат Амбазонии, организовали массовое показательное убийство в Нгарбухе с целью запугивания и отлова амбазонских боевиков. По сообщениям очевидцев и выживших, солдаты Камеруна поджигали дома и открывали огонь на поражение по выбегающим из горящих домов людей.

## Расследование обстоятельств
Данные о жертвах среди гражданского населения несколько противоречивы. Так, независимый журналист от швейцарского The New Humanitarian, Джесс Грейг провела собственное расследование на месте происшествия, проведя интервьюирование местных жителей и осмотра самого места преступления, заключив, что погиб 21 мирный житель, в числе которых находилось 13 детей и одна беременная женщина. В сообщениях от других изданий, например от BBC World Service сообщается о как минимум 22 убитых мирных жителей. Как считается журналистами, резня является неотъемлемой частью и проекцией будней Англоязычного кризиса и данный инцидент лишь один из множества других, который попросту получил широкую огласку публики.
Первоначально, ни одна из сторон не взяла на себя вину за произошедшие события, однако правительство Амбазонии сразу же выступила с заявлением, что именно вооружённые силы Камеруна повинны в данном инциденте. В самой деревне Нтумбау утверждалось, что один из бывших бойцов Амбазонии, перешедших на сторону правительства, незадолго до событий в Нгарбухе вернулся в Нтумбау и сказал толпе, что, если народ Нтумбау не избавится от боевиков Амба, армия Камеруна войдёт в их поселения, чтобы предпринять более активные действия. Камерунское правительство изначально отрицало свою ответственность в произошедшем. Утверждается, что старший администратор Донга Мантунг отправлялся в Нтумбау и проводил переговоры с жителями деревни, из-за чего на пресс-конференции начальник Нтумбау заявил, что убийства совершались не военными.
По мере сбора дополнительных доказательств стало ясно, что зверства совершили именно военные Камеруна. Утверждалось, что за несколько недель до резни военнослужащие установили в Нтумбау станцию наблюдения. Правительство Камеруна позже признало, что камерунская армия несет ответственность за гибель людей, и заявило, что мирные жители были убиты в результате случайного взрыва, который произошел, когда шальные пули попали в топливный бак во время перестрелки с сепаратистами. Камерунская армия заявила, что во время инцидента были убиты семь сепаратистов. Оппозиционные партии и агентства по оказанию помощи отвергли это объяснение, обвинив армию в массовых убийствах мирных жителей. Местные жители рассказали, что как минимум 35 человек были убиты военными, которые врывались в дома жителей, расстреляли мирных жителей и сжигали их дома. Камерунское правительство продолжало настаивать на том, что было убито только пять мирных жителей, хотя независимые источники смогли проверить имена как минимум 25 погибших мирных жителей уже на следующий день после атаки. Пытаясь скрыть подробности инцидента, 24 февраля солдаты арестовали человека, который сообщил средствам массовой информации о резне в Нгарбухе. Предполагаемый очевидец резни был убит 29 февраля при странных обстоятельствах.
Human Right Watch провела расследование, опросив 23 человека, трое из которых были свидетелями нападения. Следствие развенчало утверждения правительства и установило, что камерунские солдаты и вооруженные Мбороро устроили резню мирных жителей. HRW также подтвердила, что боевиков-сепаратистов во время бойни не было. Камерунское правительство отреагировало на отчет, обвинив автора в сговоре с сепаратистами с целью создания ложных историй.
В начале марта сообщалось, что в ответ на международную критику, Камерунская армия провела внутреннее расследование и допрос по отношению к девяти солдатам и двум полковникам, и, проведя собственное расследование, правительство сообщило, что трое солдат и некая группа местной самообороны случайно убили 13 мирных жителей во время боевого контакта с сепаратистами. Осознав свою ошибку, солдаты и некие жандармы решили поджечь здания деревни для сокрытия улик. По итогу расследования, трое солдат было арестовано и предано трибуналу. Отчет по ситуации и аресты были встречены с одобрением на международном уровне и правозащитными организациями, в то время как Управляющий совет Амбазонии обвинил правительство Камеруна в «ложном оправдании систематических убийств мирных жителей».

## Реакции
Инцидент, как было сказано выше, привлекло внимание мировой общественности и шквал критики, в том числе со стороны не только правозащитных организаций, но и иностранных правительств. Так, Организация Объединённых Наций осудила данный акт как преступление против человечества и потребовала от Камеруна привлечь виновных к ответственности.
Соединённые Штаты Америки и Европейский Союз чуть позже присоединилась к требованию ООН.
Камерунский оппозиционер Морис Камто призвал объявить национальный траур.

## Последствия
В конце мая 2020 года военные создали базу в Нгарбухе с заявленной целью перекрыть путь снабжения сепаратистов из Нигерии. В течение недели более 300 жителей деревни бежали, опасаясь за свои жизни из-за присутствия солдат.
Нтумбо продолжал оставаться полем боя между сепаратистами и вооруженными Мбороро. 12 мая 2020 года около 30 вооружённых Мбороро убили двух мирных жителей, обвинив сепаратистов в убийстве семи Мбороро. В октябре вооруженные Мбороро убили боевика сепаратистов, а затем были пойманы сепаратистами.

## Статьи
- European Parliament resolution of 25 November 2021 on the human rights situation in Cameroon (2021/2983(RSP))
- Human Right Watch: Cameroon, Event’s of 2020
- Human Right Watch: Cameroon: 2 Years On, Massacre Victims Await Justice